# Chispita (personaje)
Chispita es un personaje creado por Chilectra (actual Enel Distribución Chile) en 1956. Es una chispa eléctrica que se relaciona directamente con los niños, especialmente en temas de educación sobre eficiencia energética y cuidados sobre los riesgos del mal uso de la energía eléctrica.

## Historia
La primera versión de Chispita Kilowatt fue presentada el 11 de noviembre de 1956 por la Compañía Chilena de Electricidad (denominada «Chilectra» a partir de 1958) como una versión local del personaje Reddy Kilowatt, diseñado en Estados Unidos en 1926 y cuya licencia para su uso fue adquirida por distintas compañías de electricidad alrededor del mundo en las décadas siguientes.
Según un reportaje de La Tercera publicado en 2017, una nueva versión de Chispita surgió en 1968 como consecuencia de la sequía que afectó a Chile durante esa época, donde el Gobierno de turno debió aplicar racionamiento eléctrico. Se popularizó a fines de los años 1980 con la campaña televisiva Chispita te aconseja, donde invitaba a los niños a ahorrar electricidad en momentos de crisis energética.
En 2008 el personaje expandió su discurso de eficiencia energética a otros ámbitos además de la electricidad, como el ahorro del agua y del gas.
Chispita representa la personalidad de un niño de aproximadamente 10 años. Travieso, pero estudioso, que sabe mucho sobre energía eléctrica. Viste zapatillas y un gorro (jockey) de Chilectra. El resto de su cuerpo es un destello de luz permanente, que puede caminar y volar. Chispita contaba con un sitio web propio correspondiente al «Club Chispita», el que está dirigido especialmente a los niños entre 4 a 12 años.
En diciembre de 2016 Chilectra cambió su nombre a Enel Distribución Chile, tras el proceso de unificación de marca. Desde la empresa aseguraron que el personaje permanecería en la empresa, pero de "una forma actualizada". Finalmente desapareció durante 2017.